# 2020년 하계 올림픽 농구
제32회 하계 올림픽 농구 경기는 일본 도쿄와 사이타마에서 2021년 7월24일부터 8월8일까지 열린다. 남녀 농구 24개 팀 선수 288명과 남녀 3x3 농구 16개 팀의 선수 64명 등 총 352명이 대회에 참가한다. 농구는 사이타마 슈퍼 아레나에서 7월25일부터 8월8일까지 진행되며, 3x3 농구는 아오미 어반 스포츠 경기장에서 7월24일부터 28일까지 진행된다. 3x3 농구는 이번 올림픽에서 처음 정식 종목으로 채택됐다.

## 세부 종목
아래 종목에서 각각 메달이 수여된다.
- 남자 농구 (12팀, 144명)
- 여자 농구 (12팀, 144명)
- 남자 3x3 농구 (8팀, 32명)
- 여자 3x3 농구 (8팀, 32명)

## 경기 일정
| 예 | 조별 라운드 | 16 | 16강전 | 8 | 8강전 | 4 | 준결승전 | 동 | 동메달 결정전 | 결 | 결승전 |

| 날짜종목      | 7월24일(토) | 25일(일) | 26일(월) | 27일(화) | 28일(수) | 28일(수) | 29일(목) | 30일(금) | 31일(토) | 8월1일(일) | 2일(월) | 3일(화) | 4일(수) | 5일(목) | 6일(금) | 7일(토) | 7일(토) | 8일(일) |
| ------------- | ----------- | -------- | -------- | -------- | -------- | -------- | -------- | -------- | -------- | ---------- | ------- | ------- | ------- | ------- | ------- | ------- | ------- | ------- |
| 남자          |             | 예       | 예       |          | 예       | 예       | 예       |          | 예       | 예         |         | 8       |         | 4       |         | 동      | 결      |         |
| 여자          |             |          | 예       | 예       |          |          | 예       | 예       |          | 예         | 예      |         | 8       |         | 4       | 동      | 동      | 결      |
| 남자 3x3 농구 | 예          | 예       | 예       | 8        | 동       | 결       |          |          |          |            |         |         |         |         |         |         |         |         |
| 여자 3x3 농구 | 예          | 예       | 예       | 8        | 동       | 결       |          |          |          |            |         |         |         |         |         |         |         |         |

- 올림픽 종목별 일정표

## 출전 팀
올림픽 농구 본선 진출 팀을 결정하는 예선 방식은 농구의 경우 2017년, 3x3 농구의 경우 2018년 7월 4일 국제 농구 연맹이 확정했다.

### 남자 농구 출전 팀
주최국 자격으로 본선에 출선하는 일본을 제외한 팀 가운데 2019년 FIBA 농구 월드컵의 대륙별 상위 7개팀(아프리카 1, 남·북아메리카 2, 아시아 1, 유럽 2, 오세아니아 1팀)이 본선 진출권을 얻었다. 나머지 농구 월드컵 참가팀 가운데 상위 16개 팀은 최종 예선 진출권을 얻었다. 이외에 지역별로 2개 팀씩 총 8개 팀도 최종 예선에 합류한다. 최종 예선전은 2020년 6월 4개조로 나눠서 진행하며, 각조 1위팀에게 올림픽 진출권이 마지막으로 부여된다.
| 본선 진출 자격                   | 본선 진출 자격 | 날짜                     | 장소                        | 할당 | 자격 획득 팀   |
| -------------------------------- | -------------- | ------------------------ | --------------------------- | ---- | -------------- |
| 주최국                           | 주최국         | 2013년 9월 7일           | 아르헨티나 부에노스아이레스 | 1    | 일본           |
| 2019년 FIBA 농구 월드컵          | 아프리카       | 2019년 8월 31일–9월 15일 | 중국                        | 1    | 나이지리아     |
| 2019년 FIBA 농구 월드컵          | 남·북아메리카  | 2019년 8월 31일–9월 15일 | 중국                        | 2    | 아르헨티나     |
| 2019년 FIBA 농구 월드컵          | 남·북아메리카  | 2019년 8월 31일–9월 15일 | 중국                        | 2    | 미국           |
| 2019년 FIBA 농구 월드컵          | 아시아         | 2019년 8월 31일–9월 15일 | 중국                        | 1    | 이란           |
| 2019년 FIBA 농구 월드컵          | 유럽           | 2019년 8월 31일–9월 15일 | 중국                        | 2    | 프랑스         |
| 2019년 FIBA 농구 월드컵          | 유럽           | 2019년 8월 31일–9월 15일 | 중국                        | 2    | 스페인         |
| 2019년 FIBA 농구 월드컵          | 오세아니아     | 2019년 8월 31일–9월 15일 | 중국                        | 1    | 오스트레일리아 |
| 2020년 FIBA 올림픽 예선 토너먼트 | 1조            | 2021년 6월 29일-7월 4일  | 캐나다 빅토리아             | 1    | 미정           |
| 2020년 FIBA 올림픽 예선 토너먼트 | 2조            | 2021년 6월 29일-7월 4일  | 크로아티아 스플리트         | 1    | 미정           |
| 2020년 FIBA 올림픽 예선 토너먼트 | 3조            | 2021년 6월 29일-7월 4일  | 리투아니아 카우나스         | 1    | 미정           |
| 2020년 FIBA 올림픽 예선 토너먼트 | 4조            | 2021년 6월 29일-7월 4일  | 세르비아 베오그라드         | 1    | 미정           |
| 합계                             | 합계           | 합계                     | 합계                        | 12   |                |

### 여자 농구 출전 팀
주최국 일본과 올림픽 직전 여자 농구 월드컵 우승팀은 예선 결과와 상관 없이 올림픽 출전 자격을 얻었다. 다만 두 팀 모두 올림픽 대륙별 예선과 최종 예선 토너먼트에 출전했다. 최종 예선에는 주최국과 직전 여자 농구 월드컵 우승팀을 포함해 총 16개 팀(아프리카 2팀, 남북아메리카 4팀, 아시아/오세아니아 4팀, 유럽 6팀)이 참가했다. 아프리카, 남북아메리카, 아시아/오세아니아의 경우, 올림픽 직전 여자 농구 월드컵 상위 22개 팀(아프리카 6팀, 남북아메리카 8팀, 아시아/오세아니아 8팀)이 대륙별 예선을 치러 최종 예선 참가팀을 결정했다. 유럽의 경우 2019년 FIBA 유로배스킷 대회 상위 6개팀이 최종 예선 출전 자격을 얻었다.
올림픽 최종 예선은 4개 조로 나눠 진행하되, 주최국과 직전 농구 월드컵 우승팀이 속한 2개 조는 상위 2팀, 나머지 2개 조는 상위 3팀이 올림픽 출전 자격을 얻는 방식으로 진행됐다. 최종 예선 개최지는 애초 벨기에 오스텐더, 중국 포산, 프랑스 부르주, 세르비아 베오그라드로 결정됐으나, 2020년 1월 27일 신종 코로나바이러스 사태 여파 탓에 중국 포산 대회가 취소됐고 대체지로 세르비아 베오그라드가 선정됐다. 모든 본선 진출팀은 2020년 2월 9일 최종 확정됐다.
| 본선 진출 자격                      | 본선 진출 자격                      | 날짜               | 장소                        | 할당 | 자격 획득 팀   |
| ----------------------------------- | ----------------------------------- | ------------------ | --------------------------- | ---- | -------------- |
| 주최국                              | 주최국                              | 2013년 9월 7일     | 아르헨티나 부에노스아이레스 | 1    | 일본           |
| 2018년 FIBA 여자 농구 월드컵 우승팀 | 2018년 FIBA 여자 농구 월드컵 우승팀 | 2018년 9월 22-30일 | 스페인                      | 1    | 미국           |
| 2020년 FIBA 올림픽 예선 토너먼트    | 1조                                 | 2020년 2월 6~9일   | 벨기에 오스텐더             | 2    | 캐나다         |
| 2020년 FIBA 올림픽 예선 토너먼트    | 1조                                 | 2020년 2월 6~9일   | 벨기에 오스텐더             | 2    | 벨기에         |
| 2020년 FIBA 올림픽 예선 토너먼트    | 2조                                 | 2020년 2월 6~9일   | 세르비아 베오그라드         | 3    | 중화인민공화국 |
| 2020년 FIBA 올림픽 예선 토너먼트    | 2조                                 | 2020년 2월 6~9일   | 세르비아 베오그라드         | 3    | 스페인         |
| 2020년 FIBA 올림픽 예선 토너먼트    | 2조                                 | 2020년 2월 6~9일   | 세르비아 베오그라드         | 3    | 대한민국       |
| 2020년 FIBA 올림픽 예선 토너먼트    | 3조                                 | 2020년 2월 6~9일   | 프랑스 부르주               | 3    | 프랑스         |
| 2020년 FIBA 올림픽 예선 토너먼트    | 3조                                 | 2020년 2월 6~9일   | 프랑스 부르주               | 3    | 오스트레일리아 |
| 2020년 FIBA 올림픽 예선 토너먼트    | 3조                                 | 2020년 2월 6~9일   | 프랑스 부르주               | 3    | 푸에르토리코   |
| 2020년 FIBA 올림픽 예선 토너먼트    | 4조                                 | 2020년 2월 6~9일   | 세르비아 베오그라드         | 2    | 세르비아       |
| 2020년 FIBA 올림픽 예선 토너먼트    | 4조                                 | 2020년 2월 6~9일   | 세르비아 베오그라드         | 2    | 나이지리아     |
| 합계                                | 합계                                | 합계               | 합계                        | 12   |                |

### 남자 3x3 농구 출전 팀
올림픽 본선은 각 국에서 1팀만 출전할 수 있으며, 올림픽 주최국 일본에 대한 출전권 부여 여부는 2019년 11월 1일 기준 FIBA 3x3 농구 세계 순위 결과에 따라 결정됐다. 결정 기준은, 일본의 순위가 남녀 모두 세계 4위 이내에 들지 못하면 남자 또는 여자 중 순위가 높은 쪽에 주최국 자격으로 출전권을 주되, 남녀의 세계 순위가 같으면 여자 팀에게 출전권을 부여하는 것이다. 또 다른 나라들에 대해서는, 상위 3개국 또는 4개국에 세계 순위에 따른 출전권을 주되 5개 대륙(아메리카, 아프리카, 유럽, 아시아, 오세아니아)별로 최대 2팀에게만 출전권을 주기로 기준이 정해졌다. 2019년 11월 1일 기준 세계 순위가 일본 남자는 9위였고 여자는 11위여서 남자팀에 주최국 자격 출전권이 부여됐다. 이와 함께 세계 순위 1-3위 국가인 세르비아, 러시아, 중국이 출전권을 확보했다.
세계 순위에 따라 출전권을 얻지 못한 나라들은 2020년 3월 인도가 주최할 2020년 FIBA 3x3 농구 올림픽 예선 토너먼트에서 올림픽 출전권 3장을 놓고 경쟁하게 된다. 이 토너먼트에는 20개 팀이 참여한다. 참가 팀은, 대회 주최국, 2019년 FIBA 3x3 농구 월드컵 상위 3개팀, 2019년 세계 순위 상위 16팀(예선 토너먼트 주최국이 이미 출전권을 확보한 경우 17팀)이다. 단, 세계 순위 상위 16개 팀 가운데 순위가 낮은 10개 팀은 남여를 불문하고 단 1팀도 이 때까지 올림픽 출전권을 얻지 못한 나라에 배정된다. 또 5개 대륙별로 최대 10팀만 출전권을 배정받는다. 이 기준에 따라 확정된 참가 국가는 몽골, 폴란드, 브라질, 터키, 체코(이상 예선 A조), 미국, 리투아니아, 벨기에, 대한민국, 뉴질랜드(이상 예선 B조), 슬로베니아, 프랑스, 카타르, 필리핀, 도미니카 공화국(이상 예선 C조), 네덜란드, 라트비아, 캐나다, 크로아티아, 인도(이상 예선 D조)이다.
올림픽 예선 토너먼트에서도 올림픽 출전권을 얻지 못한 나라들은 2020년 4월 24-26일 헝가리 부다페스트에서 열리는 참여 확대 지향(Universality-driven) 예선 토너먼트에서 마지막 1장의 출전권을 놓고 경쟁하게 된다. 이 대회 출전팀은 대회 개최국인 헝가리와 2019년 세계 순위 상위 국가인 동시에 2012년과 2016년 올림픽 농구 본선에 한 번도 참가한 적이 없는 나라들인 몽골, 슬로베니아, 네덜란드, 라트비아, 폴란드다. 이 팀들 가운데 3월 인도 올림픽 예선 토너먼트에서 올림픽 출전권을 얻는 팀이 나올 경우, 벨기에, 우크라이나, 루마니아가 대신 출전하게 된다.
| 본선 진출 자격                                  | 날짜             | 장소              | 할당 | 자격 획득 팀 |
| ----------------------------------------------- | ---------------- | ----------------- | ---- | ------------ |
| 주최국                                          | 2019년 11월 1일  | -                 | 1    | 일본         |
| FIBA 남자 3x3 농구 세계 순위                    | 2019년 11월 1일  | -                 | 3    | 세르비아     |
| FIBA 남자 3x3 농구 세계 순위                    | 2019년 11월 1일  | -                 | 3    | 러시아       |
| FIBA 남자 3x3 농구 세계 순위                    | 2019년 11월 1일  | -                 | 3    | 중국         |
| 2020년 올림픽 예선 토너먼트                     | 2021년 5월30일   | 오스트리아        | 3    | 폴란드       |
| 2020년 올림픽 예선 토너먼트                     | 2021년 5월30일   | 오스트리아        | 3    | 네덜란드     |
| 2020년 올림픽 예선 토너먼트                     | 2021년 5월30일   | 오스트리아        | 3    | 라트비아     |
| 올림픽 참여 확대 지향(Universality-driven) 예선 | 2021년 6월 4-6일 | 헝가리 부다페스트 | 1    | 벨기에       |
| 합계                                            | 합계             | 합계              | 8    |              |

### 여자 3x3 농구 출전 팀
본선 진출팀 결정 방식은 남자 경기와 똑같다. 올림픽 주최국인 일본에 대한 주최국 자격 출전권이 남자팀에게 주여됨에 따라, 세계 순위 상위 여자팀에게 부여되는 출전권은 2019년 11월 1일 기준 1-4위인 러시아, 중국, 몽골, 루마니아에게 돌아갔다.
2020년 3월 인도에서 열리는 올림픽 예선 토너먼트 참가 국가는 프랑스, 미국, 독일, 우루과이, 인도네시아(이상 예선 A조), 이란, 일본, 우크라이나, 투르크메니스탄, 오스트레일리아(이상 예선 B조), 네덜란드, 에스토니아, 벨라루시, 헝가리, 스리랑카(이상 예선 C조), 이탈리아, 타이완, 스위스, 스페인, 인도(이상 예선 D조)이다.
2020년 4월 24-26일 헝가리 부다페스트에서 열리는 참여 확대 지향(Universality-driven) 예선 토너먼트 참가 자격을 확보한 국가는 대회 주최국인 헝가리, 올림픽 개최국인 일본 외에 이란, 네덜란드, 이탈리아, 타이완이다. 이들 가운데 3월 인도 예선 대회에서 먼저 올림픽 출전권을 확보하는 팀이 나올 경우, 에스토니아 독일 우크라이나가 대신 참여 확대 지향 예선 토너먼트 경기에 나가게 된다.
| 본선 진출 자격                                  | 날짜             | 장소              | 할당 | 자격 획득 팀                     |
| ----------------------------------------------- | ---------------- | ----------------- | ---- | -------------------------------- |
| 주최국                                          | 2019년 11월 1일  | -                 | 0    | 남자팀에 할당해 여자팀 할당 없음 |
| FIBA 여자 3x3 농구 세계 순위                    | 2019년 11월 1일  | -                 | 4    | 러시아                           |
| FIBA 여자 3x3 농구 세계 순위                    | 2019년 11월 1일  | -                 | 4    | 중국                             |
| FIBA 여자 3x3 농구 세계 순위                    | 2019년 11월 1일  | -                 | 4    | 몽골                             |
| FIBA 여자 3x3 농구 세계 순위                    | 2019년 11월 1일  | -                 | 4    | 루마니아                         |
| 2020년 올림픽 예선 토너먼트                     | 2021년 5월 30일  | 오스트리아        | 3    | 미국                             |
| 2020년 올림픽 예선 토너먼트                     | 2021년 5월 30일  | 오스트리아        | 3    | 프랑스                           |
| 2020년 올림픽 예선 토너먼트                     | 2021년 5월 30일  | 오스트리아        | 3    | 일본                             |
| 올림픽 참여 확대 지향(Universality-driven) 예선 | 2021년 6월 4-6일 | 헝가리 부다페스트 | 1    | 이탈리아                         |
| 합계                                            | 합계             | 합계              | 8    |                                  |

## 본선 경기장
| 농구                 | 3x3 농구                  |
| -------------------- | ------------------------- |
| 일본 사이타마        | 일본 도쿄                 |
|                      |                           |
| 사이타마 슈퍼 아레나 | 아오미 어반 스포츠 경기장 |
| 수용 인원:           | 수용 인원:                |

## 남자 농구
본선 경기는 조별 예선 리그와 8강 이후 토너먼트로 진행된다. 조별 리그는 4개팀씩 3개조로 나눠 진행되며, 각조 상위 2팀이 8강에 진출한다. 나머지 2자리는 각조 3위 가운데 성적이 좋은 2팀에게 돌아간다.

### 조별 예선

#### A조 순위표
| 순위 | 팀     | 경기 | 승 | 무 | 패 | 득 | 실 | 차 | 승점 | 통과     |
| ---- | ------ | ---- | -- | -- | -- | -- | -- | -- | ---- | -------- |
| 1    | 이란   | 0    | 0  | 0  | 0  | 0  | 0  | 0  | 0    | 8강      |
| 2    | 프랑스 | 0    | 0  | 0  | 0  | 0  | 0  | 0  | 0    | 8강      |
| 3    | 미국   | 0    | 0  | 0  | 0  | 0  | 0  | 0  | 0    | 8강 후보 |

#### B조 순위표
| 순위 | 팀             | 경기 | 승 | 무 | 패 | 득 | 실 | 차 | 승점 | 통과     |
| ---- | -------------- | ---- | -- | -- | -- | -- | -- | -- | ---- | -------- |
| 1    | 오스트레일리아 | 0    | 0  | 0  | 0  | 0  | 0  | 0  | 0    | 8강      |
| 2    | T2             | 0    | 0  | 0  | 0  | 0  | 0  | 0  | 0    | 8강      |
| 3    | T3             | 0    | 0  | 0  | 0  | 0  | 0  | 0  | 0    | 8강 후보 |
| 4    | 나이지리아     | 0    | 0  | 0  | 0  | 0  | 0  | 0  | 0    |          |

#### C조 순위표
| 순위 | 팀         | 경기 | 승 | 무 | 패 | 득 | 실 | 차 | 승점 | 통과     |
| ---- | ---------- | ---- | -- | -- | -- | -- | -- | -- | ---- | -------- |
| 1    | 아르헨티나 | 0    | 0  | 0  | 0  | 0  | 0  | 0  | 0    | 8강      |
| 2    | 일본       | 0    | 0  | 0  | 0  | 0  | 0  | 0  | 0    | 8강      |
| 3    | 스페인     | 0    | 0  | 0  | 0  | 0  | 0  | 0  | 0    | 8강 후보 |
| 4    | T4         | 0    | 0  | 0  | 0  | 0  | 0  | 0  | 0    |          |

### 8강 토너먼트
시간은 일본 현지 기준(그리니치 표준시보다 9시간 빠르고, 한국과는 같다).
|  | 8강전            | 8강전 |                  |  | 4강전   | 4강전 |  |  | 결승전 | 결승전 |
|  |                  |       |                  |  |         |       |  |  |        |        |
|  | 8월 3일 10시     |       |                  |  |         |       |  |  |        |        |
|  |                  |       |                  |  |         |       |  |  |        |        |
|  |                  |       |                  |  |         |       |  |  |        |        |
|  | 8월 5일 13시15분 |       |                  |  |         |       |  |  |        |        |
|  |                  |       |                  |  |         |       |  |  |        |        |
|  |                  |       |                  |  |         |       |  |  |        |        |
|  | 8월 3일 13시40분 |       |                  |  |         |       |  |  |        |        |
|  |                  |       |                  |  |         |       |  |  |        |        |
|  |                  |       |                  |  |         |       |  |  |        |        |
|  |                  |       | 8월 7일 11시30분 |  |         |       |  |  |        |        |
|  |                  |       |                  |  |         |       |  |  |        |        |
|  |                  |       |                  |  |         |       |  |  |        |        |
|  | 8월 3일 17시20분 |       |                  |  |         |       |  |  |        |        |
|  |                  |       |                  |  |         |       |  |  |        |        |
|  |                  |       |                  |  |         |       |  |  |        |        |
|  | 8월 5일 20시     |       |                  |  |         |       |  |  |        |        |
|  |                  |       |                  |  |         |       |  |  |        |        |
|  |                  |       |                  |  |         |       |  |  |        |        |
|  | 8월 3일 21시     |       |                  |  |         |       |  |  |        |        |
|  |                  |       |                  |  | 3·4위전 |       |  |  |        |        |
|  |                  |       |                  |  |         |       |  |  |        |        |
|  |                  |       | 8월 7일 20시     |  |         |       |  |  |        |        |
|  |                  |       |                  |  |         |       |  |  |        |        |
|  |                  |       |                  |  |         |       |  |  |        |        |
|  |                  |       |                  |  |         |       |  |  |        |        |
|  |                  |       |                  |  |         |       |  |  |        |        |
|  |                  |       |                  |  |         |       |  |  |        |        |

## 여자 농구
본선 경기는 조별 예선 리그와 8강 이후 토너먼트로 진행된다. 조별 리그는 4개팀씩 3개조로 나눠 진행되며, 각조 상위 2팀이 8강에 진출한다. 나머지 2자리는 각조 3위 가운데 성적이 좋은 2팀에게 돌아간다. 조 추첨은 2020년 3월 21일에 실시된다.

### 조별 예선

#### A조 순위표
| 순위 | 팀       | 경기 | 승 | 패 | 득  | 실  | 차  | 승점 | 통과 |
| ---- | -------- | ---- | -- | -- | --- | --- | --- | ---- | ---- |
| 1    | 스페인   | 3    | 3  | 0  | 234 | 205 | +29 | 6    | 8강  |
| 2    | 세르비아 | 3    | 2  | 1  | 207 | 214 | −7  | 5    | 8강  |
| 3    | 캐나다   | 3    | 1  | 2  | 208 | 201 | +7  | 4    |      |
| 4    | 대한민국 | 3    | 0  | 3  | 183 | 212 | −29 | 3    |      |

#### B조 순위표
| 순위 | 팀         | 경기 | 승 | 패 | 득  | 실  | 차  | 승점 | 통과 |
| ---- | ---------- | ---- | -- | -- | --- | --- | --- | ---- | ---- |
| 1    | 미국       | 3    | 3  | 0  | 260 | 223 | +37 | 6    | 8강  |
| 2    | 일본 (H)   | 3    | 2  | 1  | 245 | 239 | +6  | 5    | 8강  |
| 3    | 프랑스     | 3    | 1  | 2  | 239 | 229 | +10 | 4    | 8강  |
| 4    | 나이지리아 | 3    | 0  | 3  | 217 | 270 | −53 | 3    |      |

#### C조 순위표
| 순위 | 팀             | 경기 | 승 | 패 | 득  | 실  | 차   | 승점 | 통과 |
| ---- | -------------- | ---- | -- | -- | --- | --- | ---- | ---- | ---- |
| 1    | 중화인민공화국 | 3    | 3  | 0  | 247 | 191 | +56  | 6    | 8강  |
| 2    | 벨기에         | 3    | 2  | 1  | 234 | 196 | +38  | 5    | 8강  |
| 3    | 오스트레일리아 | 3    | 1  | 2  | 240 | 230 | +10  | 4    | 8강  |
| 4    | 푸에르토리코   | 3    | 0  | 3  | 176 | 280 | −104 | 3    |      |

### 8강 토너먼트
시간은 일본 현지 기준(그리니치 표준시보다 9시간 빠르고, 한국과는 같다).
|  | 8강전            | 8강전 |                  |  | 4강전   | 4강전 |  |  | 결승전 | 결승전 |
|  |                  |       |                  |  |         |       |  |  |        |        |
|  | 8월 4일 10시     |       |                  |  |         |       |  |  |        |        |
|  |                  |       |                  |  |         |       |  |  |        |        |
|  |                  |       |                  |  |         |       |  |  |        |        |
|  | 8월 6일 13시40분 |       |                  |  |         |       |  |  |        |        |
|  |                  |       |                  |  |         |       |  |  |        |        |
|  |                  |       |                  |  |         |       |  |  |        |        |
|  | 8월 4일 13시40분 |       |                  |  |         |       |  |  |        |        |
|  |                  |       |                  |  |         |       |  |  |        |        |
|  |                  |       |                  |  |         |       |  |  |        |        |
|  |                  |       | 8월 8일 11시30분 |  |         |       |  |  |        |        |
|  |                  |       |                  |  |         |       |  |  |        |        |
|  |                  |       |                  |  |         |       |  |  |        |        |
|  | 8월 4일 17시20분 |       |                  |  |         |       |  |  |        |        |
|  |                  |       |                  |  |         |       |  |  |        |        |
|  |                  |       |                  |  |         |       |  |  |        |        |
|  | 8월 6일 20시     |       |                  |  |         |       |  |  |        |        |
|  |                  |       |                  |  |         |       |  |  |        |        |
|  |                  |       |                  |  |         |       |  |  |        |        |
|  | 8월 4일 21시     |       |                  |  |         |       |  |  |        |        |
|  |                  |       |                  |  | 3·4위전 |       |  |  |        |        |
|  |                  |       |                  |  |         |       |  |  |        |        |
|  |                  |       | 8월 7일 16시     |  |         |       |  |  |        |        |
|  |                  |       |                  |  |         |       |  |  |        |        |
|  |                  |       |                  |  |         |       |  |  |        |        |
|  |                  |       |                  |  |         |       |  |  |        |        |
|  |                  |       |                  |  |         |       |  |  |        |        |
|  |                  |       |                  |  |         |       |  |  |        |        |

## 3x3 농구
3x3 농구는 8개 참가팀이 모두 한번씩 겨루는 예선 라운드와 6강 토너먼트로 진행된다. 예선 라운드 1, 2위 팀은 곧바로 4강에 진출하고, 3위와 6위 경기의 승자와 4위와 5위 경기의 승자가 4강에서 예선 1, 2위 팀과 결승 진출을 다투게 된다.

### 남자 3x3 농구

#### 예선 라운드
| 순위 | 팀             | 경기 | 승 | 패 | 득  | 실  | 차  | 통과 |
| ---- | -------------- | ---- | -- | -- | --- | --- | --- | ---- |
| 1    | 세르비아       | 7    | 7  | 0  | 138 | 91  | +47 |      |
| 2    | 벨기에         | 7    | 4  | 3  | 126 | 127 | −1  |      |
| 3    | 라트비아       | 7    | 4  | 3  | 133 | 129 | +4  |      |
| 4    | 네덜란드       | 7    | 4  | 3  | 132 | 129 | +3  |      |
| 5    | 러시아         | 7    | 3  | 4  | 116 | 125 | −9  |      |
| 6    | 일본 (H)       | 7    | 2  | 5  | 123 | 134 | −11 |      |
| 7    | 폴란드         | 7    | 2  | 5  | 120 | 130 | −10 |      |
| 8    | 중화인민공화국 | 7    | 2  | 5  | 119 | 142 | −23 |      |

### 여자 3x3 농구

#### 예선 라운드
| 순위 | 팀       | 경기 | 승 | 무 | 패 | 득 | 실 | 차 | 승점 | 통과      |  | 프랑스 | 러시아 | 중국 | 루마니아 | 이탈리아 | 일본 | 몽골 | 미국 |
| ---- | -------- | ---- | -- | -- | -- | -- | -- | -- | ---- | --------- |  | ------ | ------ | ---- | -------- | -------- | ---- | ---- | ---- |
| 1    | 프랑스   | 0    | 0  | 0  | 0  | 0  | 0  | 0  | 0    | 4강 진출  |  | —      | –      | –    | –        | –        | –    | –    | –    |
| 2    | 러시아   | 0    | 0  | 0  | 0  | 0  | 0  | 0  | 0    | 4강 진출  |  | –      | —      | –    | –        | –        | –    | –    | –    |
| 3    | 중국     | 0    | 0  | 0  | 0  | 0  | 0  | 0  | 0    | 6강 진출  |  | –      | –      | —    | –        | –        | –    | –    | –    |
| 4    | 루마니아 | 0    | 0  | 0  | 0  | 0  | 0  | 0  | 0    | 6강 진출  |  | –      | –      | –    | —        | –        | –    | –    | –    |
| 5    | 이탈리아 | 0    | 0  | 0  | 0  | 0  | 0  | 0  | 0    | 6강 진출  |  | –      | –      | –    | –        | —        | –    | –    | –    |
| 6    | 일본     | 0    | 0  | 0  | 0  | 0  | 0  | 0  | 0    | 6강 진출  |  | –      | –      | –    | –        | –        | —    | –    | –    |
| 7    | 몽골     | 0    | 0  | 0  | 0  | 0  | 0  | 0  | 0    | 예선 탈락 |  | –      | –      | –    | –        | –        | –    | —    | –    |
| 8    | 미국     | 0    | 0  | 0  | 0  | 0  | 0  | 0  | 0    | 예선 탈락 |  | –      | –      | –    | –        | –        | –    | –    | —    |

## 메달 집계

### 최종 순위
미국| || 3|| 0 || 0 || 0
| 순위 | 국가 | 금메달 | 은메달 | 동메달 | 합계 |
| ---- | ---- | ------ | ------ | ------ | ---- |
| 2    |      | 0      | 0      | 0      | 0    |
| 3    |      | 0      | 0      | 0      | 0    |
| 합계 | 합계 | 4      | 4      | 4      | 12   |

### 메달리스트
| 종목                 | 금 | 은 | 동 |
| -------------------- | --- | --- | --- |
| 남자 농구 자세히     | 미국 (USA) · 뱀 아데바요 · 데빈 부커 · 케빈 듀랜트 · 제러미 그랜트 · 드레이먼드 그린 · 즈루 홀리데이 · 켈든 존슨 · 잭 라빈 · 데이미언 릴러드 · 저베일 맥기 · 크리스 미들턴 · 제이슨 테이텀                 | 프랑스 (FRA) · 앙드루 알비시 · 니콜라 바튐 · 페트르 코르넬리 · 난도 드 콜로 · 무스타파 팔 · 에반 푸르니에 · 뤼디 고베르 · 토마 외르텔 · 티모테 루와우카바로 · 프랑크 닐리키나 · 뱅상 푸아리에 · 게르숑 야부셀레 | 오스트레일리아 (AUS) · 에런 베인스 · 매슈 델라베도바 · 단테 엑섬 · 크리스 골딩 · 조시 그린 · 조 잉글스 · 닉 케이 · 조크 랜데일 · 패티 밀스 · 듀오프 리스 · 네이선 소비 · 마티스 사이불                     |
| 여자 농구 자세히     | 미국 (USA) · 에리얼 앳킨스 · 수 버드 · 티나 찰스 · 나피사 콜리어 · 스카일라 디긴스스미스 · 실비아 파울스 · 첼시 그레이 · 브리트니 그라이너 · 주얼 로이드 · 브리애나 스튜어트 · 다이애나 토라시 · 아자 윌슨 | 일본 (JPN) · 아카호 히마와리 · 하야시 사키 · 마치다 루이 · 마우리 에블린 · 미야자키 사오리 · 미야자와 유키 · 미요시 나호 · 모토하시 나코 · 나가오카 모에코 · 오코에 모니카 · 다카다 마키 · 도도 나나카          | 프랑스 (FRA) · 알렉시아 샤르테로 · 엘레나 시아크 · 알릭스 뒤셰 · 마린 포투 · 상드린 그뤼다 · 마린 조아네스 · 사라 미셸 · 앙데네 미옘 · 일리아나 뤼페르 · 디앙드라 차추앙 · 발레리안 아야이 · 개비 윌리엄스 |
| 남자 3x3 농구 자세히 | 라트비아 (LAT) · 아그니스 차바르스 · 에드가르스 크루민슈 · 카를리스 라스마니스 · 나우리스 미에지스 | 러시아 올림픽 위원회 (ROC) · 알렉산드르 주예프 · 일리야 카르펜코프 · 키릴 피스클로프 · 스타니슬라프 샤로프 | 세르비아 (SRB) · 두샨 도모비치 불루트 · 데얀 마이스토로비치 · 알렉산다르 라트코브 · 미하일로 바시치 |
| 여자 3x3 농구 자세히 | 미국 (USA) · 스테퍼니 돌슨 · 앨리샤 그레이 · 켈시 플럼 · 재키 영 | 러시아 올림픽 위원회 (ROC) · 율리야 코지크 · 아나스타시야 로구노바 · 예브게니야 프롤키나 · 올가 프롤키나 | 중화인민공화국 (CHN) · 완지위안 · 왕리리 · 양수위 · 장즈팅 |

## 같이 보기
- 2020년 하계 패럴림픽 농구